# 一之谷之戰
一之谷之戰（一ノ谷の戦い），發生於日本平安時代末期，為源平合戰的關鍵戰役之一。

## 過程
平家一族被木曾義仲擊敗後，由京都逃往九州。但木曾勢力之後迅速衰敗，木曾義仲最後更在與源賴朝相爭時戰死。平家把握良機，坐收漁翁之利，將勢力便逐漸回伸，不但在讚岐屋島建立行宮，山陽道及瀨戶內海等亦大半為平家所控制，前線重回攝津福原，大有重新上洛之勢。
1184年1月，木曾義仲敗亡後，源賴朝乘新勝之銳，命源範賴及源義經進軍福原。2月，源範賴與源義經兵分二路夾擊，以源範賴為主力，源義經率1萬餘騎由攝津藍那走鵯越，潛入一之谷（一ノ谷）。2月4日源義經以夜襲擊敗播磨三草山的平資盛、平有盛勢力，並命土肥實平追擊山中殘部。2月7日源範賴5萬主力進攻生田的平知盛守軍，清剿山中殘部後的土肥實平亦轉攻塩屋的平忠度，但源平兩軍激戰數回後即陷入僵局。
源義經採聲東擊西之計，命安田義定領1萬騎進攻夢野的平教經、平盛俊，自己則僅率40餘騎轉入山中，迂迴到平家本陣後方。黎明時分，源範賴方再次發動攻擊，聽見殺陣聲的源義經便率軍由急坡縱馬而下，迅速攻入平家本陣，平家陣腳大亂，開始奔竄敗退，平家大軍死傷慘重。不久殘軍逃到港口，乘船渡往屋島，而源氏因為沒有水軍，故沒有追擊。
此戰平家大將陣亡者甚眾，如平通盛、平忠度、平經俊、平清房、平清貞、平敦盛、平知章、平業盛、平盛俊、平經正、平師盛、平重衡（被捕，1185年處刑）等，平家勢力遭受莫大沈重的打擊，種下日後滅亡的遠因。